# Tous les garçons et les filles
«Tous les garçons et les filles» (с фр. — «Все мальчики и девочки») — сингл французской певицы Франсуазы Арди, соавтором которой считается Роджер Самин в оригинальной записи 1962 года. Песня рассказывает о чувствах молодой девушки, которая никогда не знала любви, и о её зависти к парам, которые её окружают. Сингл Арди, выпущенный на международном уровне, стал массовым хитом во Франции, где он провёл 15 недель подряд на 1 месте (четыре отдельных тиража) с конца октября 1962 года по середину апреля 1963 года.

## История
Арди впервые исполнила песню в телепередаче в воскресенье 28 октября 1962 года в музыкальной интерлюдии во время результатов референдума 1962 года, разрешившего прямые выборы президента Французской Республики. Пластинка быстро стала успешной, к концу года было продано 500 000 копий. Кроме того, песня несколько раз цитируется главными героями романа Дж. Л. Карра 1988 года «Что сделала Хетти».
Франсуаза Арди также записала песню на английском («Find Me a Boy»), итальянском («Quelli della mia età») и немецком («Peter und Lou») языках.
Джимми Пейдж участвовал в записи в качестве сессионного музыканта.

## Трек-лист
| №  | Название                               | Текст песни                             | Музыка                        | Длительность |
| -- | -------------------------------------- | --------------------------------------- | ----------------------------- | ------------ |
| 1. | «Oh oh chéri» (original title "Uh Oh") | Bobby Lee Trammell, ad. by Jil and Jan. | Bobby Lee Trammell            | 2:20         |
| 2. | «Il est parti un jour»                 | Françoise Hardy                         | Françoise Hardy – Roger Samyn | 1:47         |

| №  | Название                         | Текст песни     | Музыка                        | Длительность |
| -- | -------------------------------- | --------------- | ----------------------------- | ------------ |
| 1. | «J’suis d’accord»                | Françoise Hardy | Françoise Hardy – Roger Samyn | 2:00         |
| 2. | «Tous les garçons et les filles» | Françoise Hardy | Françoise Hardy – Roger Samyn | 3:05         |

| №  | Название          | Текст песни     | Музыка                        | Длительность |
| -- | ----------------- | --------------- | ----------------------------- | ------------ |
| 1. | «J’suis d’accord» | Françoise Hardy | Françoise Hardy – Roger Samyn | 2:00         |

| №  | Название                         | Текст песни     | Музыка                        | Длительность |
| -- | -------------------------------- | --------------- | ----------------------------- | ------------ |
| 1. | «Tous les garçons et les filles» | Françoise Hardy | Françoise Hardy – Roger Samyn | 3:05         |

## Каверы
Песню перепели такие исполнители, как Лилль-Бабс, Катрин Спаак, Стив Перри, Морис Шевалье, Eurythmics, Лоран Вульзи, Мари Мириам, Джильола Чинкветти, Saint Etienne, The Dresden Dolls, Cœur de pirate.